# Hohbach (Rothenburg ob der Tauber)
Hohbach ist ein Gemeindeteil der Großen Kreisstadt Rothenburg ob der Tauber im Landkreis Ansbach (Mittelfranken, Bayern). Hohbach liegt in der Gemarkung Rothenburg ob der Tauber.

## Geografie
Das Gut liegt am Hohbach, der 100 Meter weiter östlich als linker Zufluss in die Tauber mündet. Ein Anliegerweg führt zur Staatsstraße 2268 (0,2 km östlich), die nach Detwang (1,7 km südlich) bzw. an der Weißenmühle vorbei nach Bettwar führt (1,8 km nördlich).

## Geschichte
Mit dem Gemeindeedikt (frühes 19. Jahrhundert) wurde der Ort dem Steuerdistrikt und der Munizipalgemeinde Rothenburg ob der Tauber zugeordnet.

### Baudenkmal

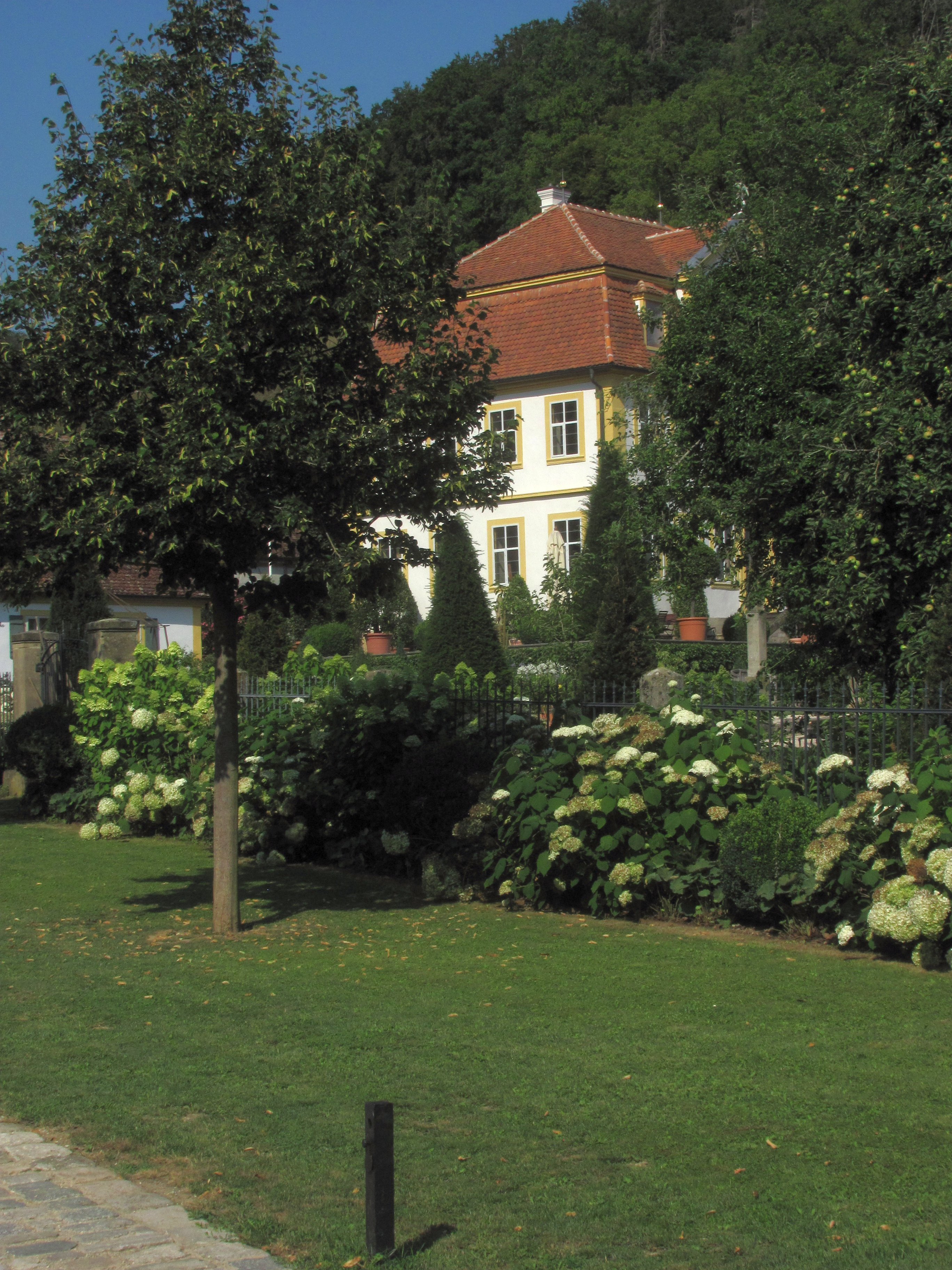
Schlösschen

- Haus Nr. 1: Landschlösschen, zweigeschossiger Mansarddachbau, Sandsteingliederung, Zwerchhaus, 2. Hälfte 18. Jahrhundert; älteres Wohnhaus, Kern 16. Jahrhundert, Mansarddach 18. Jahrhundert; Fachwerkscheune, im Kern 16./17. Jahrhundert, Mansarddach 18. Jahrhundert[6]

### Einwohnerentwicklung
| Jahr      | 001818 | 001840 | 001871 | 001885 | 001900 | 001925 | 001950 | 001961 | 001970 | 001987 |
| Einwohner | 5      | 4      | 7      | 8      | 12     | 4      | 18     | 8      | 7      | 5      |
| Häuser    | 2      | 2      |        | 1      | 2      | 1      | 1      | 1      |        | 1      |
| Quelle    | [ 8 ]  | [ 9 ]  | [ 10 ] | [ 11 ] | [ 12 ] | [ 13 ] | [ 14 ] | [ 15 ] | [ 16 ] | [ 1 ]  |

## Religion
Der Ort ist seit der Reformation evangelisch-lutherisch geprägt und bis heute nach St. Jakob (Rothenburg ob der Tauber) gepfarrt. Die Einwohner römisch-katholischer Konfession sind nach St. Johannis (Rothenburg ob der Tauber) gepfarrt.